# Peratomyia
Peratomyia is een geslacht van insecten uit de familie van de drekvliegen (Scathophagidae), die tot de orde tweevleugeligen (Diptera) behoort.

## Soort
- P. vittata (Coquillett, 1898)